# 둥바오구

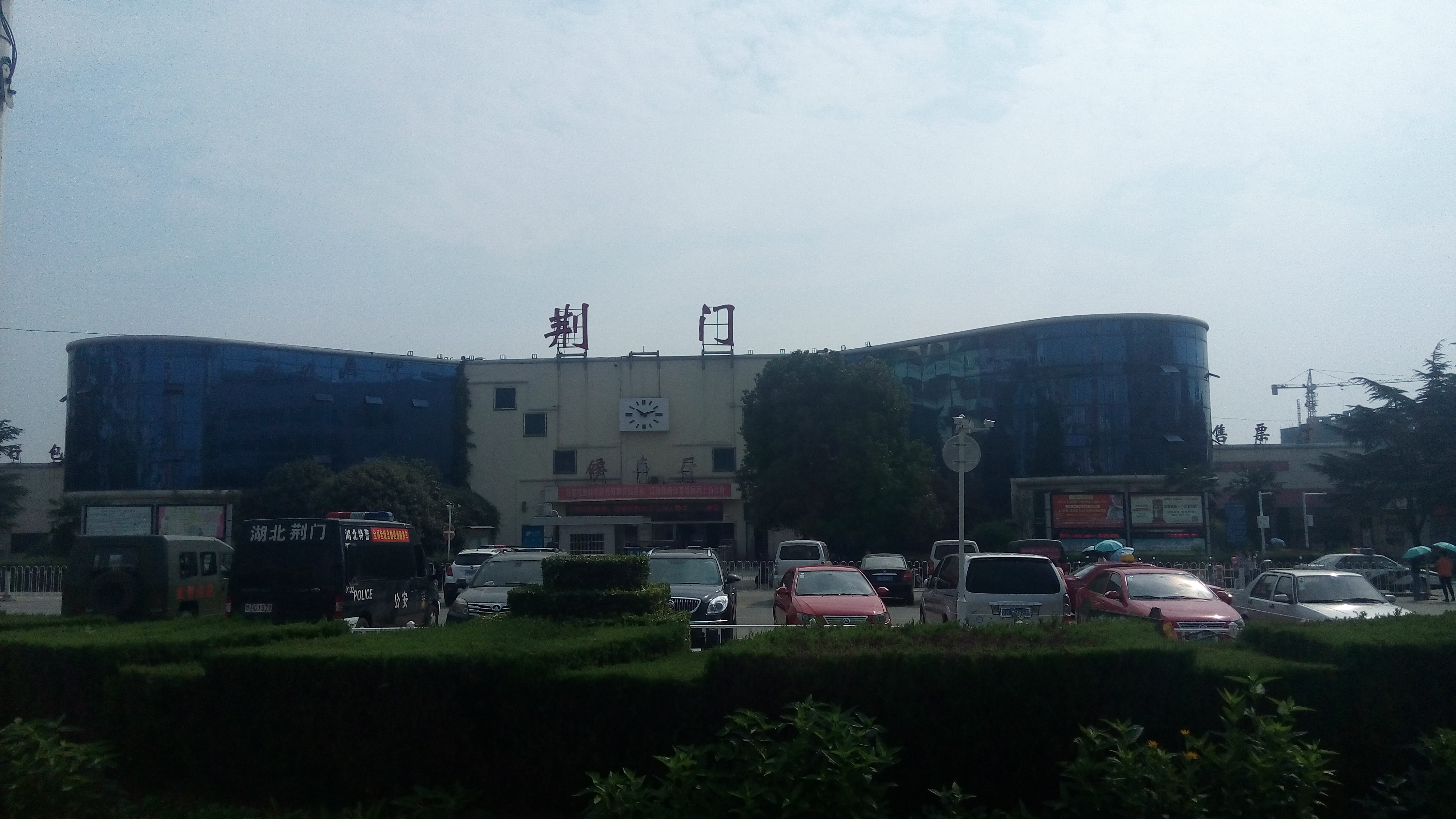

둥바오구(한국어: 동보구, 중국어: 东宝区, 병음: Dōngbǎo Qū)는 중화인민공화국 후베이성 징먼 시의 현급 행정구역이다. 넓이는 1645km2이고, 인구는 2007년 기준으로 370,000명이다.

## 행정 구역
2개 가도, 6개 진, 1개 향을 관할한다.
- 가도: 龙泉街道, 泉口街道.
- 진: 牌楼镇, 子陵镇, 漳河镇, 石桥驿镇, 马河镇, 栗溪镇.
- 향: 仙居乡.